# Верушув
Веру́шув (пол. Wieruszów) — місто в південно-центральній Польщі, на річці Просна.
Адміністративний центр Верушовського повіту Лодзького воєводства.

## Демографія
Демографічна структура станом на 31 березня 2011 року:
|          | Загалом | Допрацездатний вік | Працездатний вік | Постпрацездатний вік |
| -------- | ------- | ------------------ | ---------------- | -------------------- |
| Чоловіки | 4272    | 880                | 3027             | 365                  |
| Жінки    | 4520    | 833                | 2769             | 918                  |
| Разом    | 8792    | 1713               | 5796             | 1283                 |